# Le vent se lève (manga)
Pour les articles homonymes, voir Le vent se lève.
Le vent se lève (風立ちぬ, Kaze tachinu) est un manga de Hayao Miyazaki, publié entre avril 2009 et janvier 2010 dans le magazine japonais Model Graphix. Il est adapté en film d'animation par l'auteur sous le même titre et sort dans les salles japonaises le 20 juillet 2013,.

## Personnages
Jirō Horikoshi (堀越二郎, Horikoshi Jirō)
Nahoko Satomi (里見菜穂子, Satomi Nahoko)
Honjō (本庄)
Kurokawa (黒川)
Castorp (カストルプ, Kasutorupo)
Satomi (里見)
Kayo Horikoshi (堀越加代, Horikoshi Kayo)
Hattori (服部)
Caproni (カプローニ, Kapurōni)
Junkers (ユンカース)Hugo Junkers, ingénieur allemand en mécanique, concepteur d’aéronefs et fondateur de la société métallurgiue Junkers & Co. Il développe le premier avion totalement en métal, le Junkers J 1, en 1915. Lors de leur voyage d'études en Allemagne, Jirō et Honjō le croisent par hasard alors qu’ils visitent un des hangars de sa société d’aviation. Il aura une attitude critique envers le parti national-socialiste des travailleurs allemands sous Hitler et sera évincé de sa propre société avant de mourir en 1935.
Messerschmitt (メッサーシュミット)Inspiré de Willy Messerschmitt, ingénieur allemand en aéronautique, fondateur de l’entreprise de construction aéronautique Messerschmitt et concepteur du Messerschmitt Bf 109, le principal chasseur allemand de la Luftwaffe durant la Seconde Guerre mondiale. Son personnage, qui prône la rationalité dans l'innovation technologique, s'oppose à Jirō qui préfère se fier à son intuition.
Tatsuo Hori (堀 辰雄, Hori Tatsuo)Écrivain, diplômé comme Jirō de l’université impériale de Tokyo. Lorsqu’ils se retrouvent au restaurant Pélican, il encourage son ami dans son désir de construire des avions. Inspiré de l’écrivain japonais Tatsuo Hori, dont le roman Le Vent se lève a vraisemblablement inspiré Miyazaki dans le choix du titre de son film, mais également des thèmes qui y sont développés (l'amour du personnage pour une jeune fille atteinte de tuberculose).